# Azzan ibn Qaïs
Azzan ibn Qaïs est sultan d'Oman de 1868 jusqu'à son assassinat par Turki ibn Saïd.